# 바람속의 들꽃
《바람속의 들꽃》은 1984년 12월 8일부터 이듬해 4월 28일까지 방영된 문화방송 주말연속극이다.
1984년 11월 25일 《사랑과 진실》 제1부가 막을 내리고 1개월 반가량 쉬는 동안 방영되었다.
이 드라마는 언론인 이규태의 《한국인의 의식구조》를 극화한 것으로, 한국인의 뿌리깊은 사대주의와 열등의식 등 각양각색의 의식구조를 담았다.
당초 4부작으로 방영 예정으로 1984년 12월 16일에 마무리 되었으나
1985년 1월 5일 《사랑과 진실》 제2부가 시작될 예정이었으나 작가의 사정으로 1월 19일로 미뤄지자 1985년 1월 5일부터 2회를 연장하여 6부작으로 마무리되었다.
또한 주인공을 맡은 정애리가 과로로 입원하여 참여하지 못하자 송옥숙으로 교체하였다.

## 등장 인물
- 정애리 → 송옥숙(유미) : 신문사 기자